# Казки на поштових марках

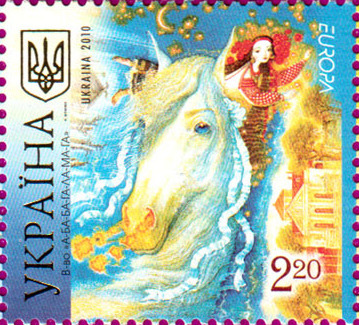
Укрпошта: Європа 2010. «Дитячі книжки»: «Кобиляча голова»

Казки на поштових марках — назва одного з розділів тематичного колекціонування знаків поштової оплати та поштових штемпелів, присвячених казкам, легендам, билинам та міфам чи пов'язаних з ними.

## Історія та опис
Поява казкових сюжетів була пов'язана зі значним розширенням тим, яким стали присвячуватиметься поштові марки в другій половині двадцятого століття. До 1975 року тема казок була присутня на 500 марках, випущених в різних країнах світу. У наступні роки в світі відбувалося подальше збільшення випусків марок про казки. Особливо багато марок на казкові сюжети виходить в ювілейні роки великих казкарів — Андерсена, братів Грімм і інших. Так, в 1985 році, коли відзначалося 200-річчя з дня народження Якоба Грімма, свої випуски присвятили казкам поштові відомства ФРН, НДР, Швейцарії, Угорщини, Болгарії, Чехословаччини, Данії, Фінляндії, Люксембурга, Польщі та Румунії.

## Випуски окремих країн
У 1970 році видавництвом «Зв'язок» (рос. «Связь») накладом 40 тисяч примірників надруковано книгу «Казки і легенди на поштових конвертах і марках». Її автор — Володимир Петрович Владимирцев, викладач Іркутського державного педагогічного інституту. У книзі, крім рад автора зі складання і експозиції колекції з фольклору народів світу, наведено каталог поштових марок і художніх маркованих конвертів СРСР, які розкривають цю тему.
У тому ж році Американська тематична асоціація видала книгу Пола Партингтон (англ. Paul G. Partington) про казки на поштових марках під назвою «Чарівні і народні казки на марках» (англ. «Fairy Tales and Folk Tales on Stamps»).
У 1975 році вийшла в світ книга «Казки і марки» об'ємом 352 сторінки. Вона була випущена видавництвом «Транспрес»; автори — Г. Шпаршу і К. Г. Рюле. У книзі для любителів «казкової» теми в філателії була передбачена можливість вклеювання відповідних марок.

### СРСР
Перша серія з п'яти поштових марок, яка присвячена казкам, була випущена до обігу поштою СРСР в 1961 році. Вона мала назву «Російські народні казки і казкові мотиви в літературних творах». Пізніше було підготовлено ще дві великих серії з ілюстраціями художника Івана Білібіна. На кількох марках зображені мультфільми, засновані на казках. Крім того на деяких поштових марках казки знайшли відображення у вигляді художніх творів палехских майстрів.
| № у каталозі | Зображення | Опис та джерело                                                                                             | Номінал | Дата введення в обіг   | Тираж     | Дизайн        |
| ------------ | ---------- | --- | ------- | ---------------------- | --------- | ------------- |
| № 2530 (ЦФА) |            | Серія «Російські народні казки і казкові мотиви в літературних творах»: - «Гуси-лебеді».                    | 1 коп.  | 30 серпня 1961 року    | 3 200 000 | Є. Комаров    |
| № 2531 (ЦФА) |            | Серія «Російські народні казки і казкові мотиви в літературних творах»: - «Лисиця, Заєць і Півень».         | 3 коп.  | 30 серпня 1961 року    | 3 000 000 | Є. Комаров    |
| № 2532 (ЦФА) |            | Серія «Російські народні казки і казкові мотиви в літературних творах»: - П. Єршов. «Горбоконик».           | 4 коп.  | 15 травня 1961 року    | 2 800 000 | Є. Комаров    |
| № 2533 (ЦФА) |            | Серія «Російські народні казки і казкові мотиви в літературних творах»: - «Мужик і Ведмідь».                | 6 коп.  | 15 травня 1961 року    | 2 300 000 | Р. Житков     |
| № 2534 (ЦФА) |            | Серія «Російські народні казки і казкові мотиви в літературних творах»: - О. С. Пушкін. «Руслан і Людмила». | 10 коп. | 7 січня 1961 року      | 2 500 000 | Р. Житков     |
| № 3815 (ЦФА) |            | «Василіса Прекрасна». Василиса зустрічає білого вершника.                                                   | 4 коп.  | 20 листопада 1969 року | 1 000 000 | І. Я. Білібін |
| № 3816 (ЦФА) |            | «Мар'я Моревна». Іван-царевич зустрічає «рать-силу побиту».                                                 | 10 коп. | 20 листопада 1969 року | 1 000 000 | І. Я. Білібін |
| № 3817 (ЦФА) |            | О. С. Пушкін. «Казка про Золотого півника». Цар Додон і Шемахінской цариця.                                 | 16 коп. | 20 листопада 1969 року | 1 000 000 | І. Я. Білібін |
| № 3818 (ЦФА) |            | «Фініст — Ясний Сокіл». Від'їзд батька на ярмарок.                                                          | 20 коп. | 20 листопада 1969 року | 1 000 000 | І. Я. Білібін |
| № 3819 (ЦФА) |            | О. С. Пушкін. «Казка про царя Салтана». Гвидон з царицею милуються новим містом.                            | 50 коп. | 20 листопада 1969 року | 1 000 000 | І. Я. Білібін |
| № 4537 (ЦФА) |            | Серія «Мистецтво Палеха»: «Василіса Прекрасна».                                                             | 6 коп.  | грудень 1975 року      | 1 000 000 | І. Вакуров    |
| № 4538 (ЦФА) |            | Серія «Мистецтво Палеха»: «Снігуронька».                                                                    | 10 коп. | грудень 1975 року      | 1 000 000 | Т. Зубкова    |
| № 4540 (ЦФА) |            | Серія «Мистецтво Палеха»: О. С. Пушкін. «Казка про рибака та рибку».                                        | 20 коп. | грудень 1975 року      | 1 000 000 | І. Вакуров    |
| № 5530 (ЦФА) |            | «Царівна-Жаба». Вибір нареченої.                                                                            | 5 коп.  | 10 серпня 1984 року    | 700 000   | І. Я. Білібін |
| № 5531 (ЦФА) |            | «Царівна-Жаба». Іван-царевич і Жаба.                                                                        | 5 коп.  | 10 серпня 1984 року    | 700 000   | І. Я. Білібін |
| № 5532 (ЦФА) |            | «Царівна-Жаба». Іван-царевич і стражник.                                                                    | 5 коп.  | 10 серпня 1984 року    | 700 000   | І. Я. Білібін |
| № 5533 (ЦФА) |            | «Царівна-Жаба». Царський бенкет.                                                                            | 5 коп.  | 10 серпня 1984 року    | 700 000   | І. Я. Білібін |
| № 5534 (ЦФА) |            | «Іван Царевич та Сірий Вовк». Царський наказ.                                                               | 5 коп.  | 10 серпня 1984 року    | 700 000   | І. Я. Білібін |
| № 5535 (ЦФА) |            | «Іван Царевич та Сірий Вовк». Іван-царевич і Жар-птиця.                                                     | 5 коп.  | 10 серпня 1984 року    | 700 000   | І. Я. Білібін |
| № 5536 (ЦФА) |            | «Іван Царевич та Сірий Вовк». Іван-царевич на роздоріжжі.                                                   | 5 коп.  | 10 серпня 1984 року    | 700 000   | І. Я. Білібін |
| № 5537 (ЦФА) |            | «Іван Царевич та Сірий Вовк». У царському палаці.                                                           | 5 коп.  | 10 серпня 1984 року    | 700 000   | І. Я. Білібін |
| № 5538 (ЦФА) |            | «Василіса Прекрасна». На царському дворі.                                                                   | 5 коп.  | 10 серпня 1984 року    | 700 000   | І. Я. Білібін |
| № 5539 (ЦФА) |            | «Василіса Прекрасна». Вершник в темної ночі.                                                                | 5 коп.  | 10 серпня 1984 року    | 700 000   | І. Я. Білібін |
| № 5540 (ЦФА) |            | «Василіса Прекрасна». Баба-яга в ступі.                                                                     | 5 коп.  | 10 серпня 1984 року    | 700 000   | І. Я. Білібін |
| № 5541 (ЦФА) |            | «Василіса Прекрасна». Василіса Прекрасна в чарівному лісі.                                                  | 5 коп.  | 10 серпня 1984 року    | 700 000   | І. Я. Білібін |
| № 5915 (ЦФА) |            | «Горбоконик».                                                                                               | 1 коп.  | 1988                   | 6 700 000 | В. Коновалов  |
| № 5916 (ЦФА) |            | А. Мілн. «Вінні-Пух».                                                                                       | 3 коп.  | 1988                   | 6 700 000 | В. Коновалов  |
| № 5917 (ЦФА) |            | Е. М. Успенський. «Крокодил Гена».                                                                          | 4 коп.  | 1988                   | 6 100 000 | В. Коновалов  |
| № 5919 (ЦФА) |            | С. Г. Козлов. «Їжачок у тумані».                                                                            | 10 коп. | 1988                   | 4 100 000 | В. Коновалов  |
| № 6092 (ЦФА) |            | «Ялина — королева вужів». Плач Егле.                                                                        | 10 коп. | 12 липня 1989 року     | 2 500 000 | А. Манукайте  |

### Україна
| № у каталозі                | Зображення | Опис та джерело | Номінал               | Дата введення в обіг  | Тираж            | Дизайн                      |
| --------------------------- | ---------- | --- | --------------------- | --------------------- | ---------------- | --------------------------- |
| № 356 № 357 № 358           |            | Зчіпка «Мультфільми» - Івасик-Телесик - Кривенька качечка - Котик та Півник                                                              | 0,30 гривні           | 3 листопада 2000 року | 300 000          | М. Чурилов                  |
| № 379 № 380 № 381           |            | Зчіпка з серії «Українські народні казки» - Лисичка-сестричка та Вовк-панібрат - Рукавичка - Сірко                                       | 0,30 гривні           | 14 квітня 2001 року   | 300 000          | Кость Лавро                 |
| № 460 № 461 № 462           |            | Зчіпка серії «Українські народні казки» - Колобок - Пан Коцький - Курочка Ряба                                                           | 0,40 гривні           | 19 липня 2002 року    | 500 000          | Кость Лавро                 |
| № 488 № 489 № 490           |            | Зчіпка «Українські народні казки» - Коза-дереза - Солом'яний бичок - Лисиця та журавель                                                  | 0,45 гривні           | 17 січня 2003 року    | 500 000          | Кость Лавро                 |
| № 594 № 595 № 596           |            | Зчіпка «Українські народні казки» - Котик - Івасик-Телесик - Котигорошко                                                                 | 0,45 гривні           | 18 червня 2004 року   | 150 000 (50 000) | Кость Лавро                 |
| № 1042 № 1043               |            | Зчіпка з двох марок Європа 2010. «Дитячі книжки» - «Кобиляча голова» - «Золотий черевичок»                                               | 2,20 3,30 гривні      | 30 квітня 2010 року   | 160 000          | Катерина Штанко             |
| № 1044 № 1045               |            | Буклет з двох марок Європа 2010. «Дитячі книжки» - «Кобиляча голова» - «Золотий черевичок»                                               | 2,20 3,30 гривні      | 30 квітня 2010 року   | 25 000           | Катерина Штанко             |
| № 1121 № 1122               |            | Серія «Казковий світ»: Снігова Королева (зчіпка з двох марок)                                                                            | 6,00 1,50 гривні      | 1 вересня 2011 року   | 192 000          | Владислав Єрко              |
| № 1236 № 1237               |            | Серія «Казковий світ». «Залізноноса Босорканя»                                                                                           | 2,50 2,00 гривні      | 1 вересня 2012 року   | 140 000          | Владислав Єрко              |
| № 1560 № 1561 № 1562 № 1563 |            | Блок № 148 «Микита Кожум'яка» - Дракон - Дід Данило - Білка Камікадзе - Микита Кожум'яка                                                 | 2,40 3,00 5,40 гривні | 1 червня 2017 року    | 45 000           | ТОВ «Панама Гран Прі»       |
| № 1622                      |            | Серія «Українські мультфільми» на самоклейному папері: Анімаційний серіал «Моя країна Україна. Луганський степ» (надрукована тет-бешем). | 4,00 гривні           | 22 грудня 2017 року   | 90 000           | Наталія Андрійченко         |
| № 1623                      |            | Серія «Українські мультфільми» на самоклейному папері: Анімаційний серіал «Моя країна Україна. Таки Одеса».                              | 4,00 гривні           | 22 грудня 2017 року   | 90 000           | Наталія Андрійченко         |
| № 1624                      |            | Серія «Українські мультфільми» на самоклейному папері: Анімаційний серіал «Моя країна Україна. Умань».                                   | 4,00 гривні           | 22 грудня 2017 року   | 90 000           | Наталія Андрійченко         |
| № 1625                      |            | Серія «Українські мультфільми» на самоклейному папері: Анімаційний серіал «Моя країна Україна. Шешори».                                  | 4,00 гривні           | 22 грудня 2017 року   | 90 000           | Наталія Андрійченко         |
| № 1633                      |            | Серія «Українські мультфільми» на самоклейному папері: «Викрадена принцеса. Руслан і Людмила».                                           | 5,00 гривень          | 30 березня 2018 року  | 100 000          | Animagrad. Animation studio |
| № 1634                      |            | Серія «Українські мультфільми» на самоклейному папері: «Хом'як Вінницький. „Викрадена принцеса. Руслан і Людмила“».                      | 5,00 гривень          | 30 березня 2018 року  | 100 000          | Animagrad. Animation studio |

### Німеччина (Західний Берлін, НДР, ФРН)

#### Західний Берлін
Поштовим відомством Західного Берліна дублювалися деякі поштово-благодійні випуски ФРН, присвячені казкам братів Грімм, але видавалися вони на флуоресцентної папері:
- 1964 — «Спляча красуня» (Scott #9NB25—9NB28);
- 1965 — «Попелюшка» (Scott #9NB33—9NB36);
- 1966 — «Король-жабеня, або Залізний Генріх» (Scott #9NB41—9NB44);
- 1967 — «Пані Метелиця» (Scott #9NB49—9NB52).

#### НДР
Пошта НДР традиційно протягом ряду років випускала серії з шести марок в малих аркушах. На них були представлені наступні казки:
У 1985 році до 200-річчя від дня народження Якоба Грімма був також випущений до обігу малий поштовий аркуш: на одній марці зображено брати Грімм, а на інших п'яти — сцени з їх казок «Хоробрий кравчик», «Щасливчик Ганс», «Кіт у чоботях», «Сім воронів» та «Солодка каша».

#### ФРН
Поштове відомство ФРН випускало «казкові» серії марок з 1959 по 1967 рік, почавши з одиночної марки, присвяченої 100-річчю від дня смерті Вільгельма Грімма. Окремих випусків були удостоєні такі знайомі всім казки братів Грімм, як «Зоряні талери», «Червона шапочка», «Гензель і Гретель», «Білосніжка», «Вовк і семеро козенят», «Спляча красуня», «Попелюшка», «Король-жабеня, або Залізний Генріх» та «Пані Метелиця», при цьому кожен випуск відбивав чотири основні мотиви зображуваної казки. Цікаво, що ці марки були поштово-благодійними, коли, крім номінальної вартості 10, 20 і до 50 пфенігів, покупці додатково платили ще 5—25 пфенігів в фонд допомоги нужденним дітям, — красива ідея німецької пошти, принесла користь дітям по всій країні. Нижче наведений ряд «казкових» випусків марок ФРН:
| № у каталозі         | Зображення                                                        | Опис та джерело                                                                                                 | Номінал        | Дата введення в обіг | Тираж | Дизайн |
| -------------------- | ----------------------------------------------------------------- | --- | -------------- | -------------------- | ----- | ------ |
| (Mi #322) (Sc #B368) |                                                                   | Казки братів Грімм: - «Зоряні талери».                                                                          | 7+3 пфенігів   | ? 1959 року          |       |        |
| (Mi #323) (Sc #B369) |                                                                   | Казки братів Грімм: - «Зоряні талери».                                                                          | 10+5 пфенігів  | ? 1959 року          |       |        |
| (Mi #324) (Sc #B370) |                                                                   | Казки братів Грімм: - «Зоряні талери».                                                                          | пфенігів       | ? 1959 року          |       |        |
| (Mi #325) (Sc #B371) |                                                                   | Портрет братів Грімм: - Якоб и Вільгельм Грімм.                                                                 | 40+10 пфенігів | ? 1959 року          |       |        |
| (Mi #?) (Sc #B372)   |                                                                   | Казки братів Грімм: - «Червона шапочка».                                                                        | пфенігів       | ? 1960 року          |       |        |
| (Mi #?) (Sc #B373)   |                                                                   | Казки братів Грімм: - «Червона шапочка».                                                                        | пфенігів       | ? 1960 року          |       |        |
| (Mi #?) (Sc #B374)   |                                                                   | Казки братів Грімм: - «Червона шапочка».                                                                        | пфенігів       | ? 1960 року          |       |        |
| (Mi #?) (Sc #B375)   |                                                                   | Казки братів Грімм: - «Червона шапочка».                                                                        | пфенігів       | ? 1960 року          |       |        |
| (Mi #?) (Sc #B376)   |                                                                   | Казки братів Грімм: - «Гензель і Гретель».                                                                      | пфенігів       | ? 1961 року          |       |        |
| (Mi #?) (Sc #B377)   |                                                                   | Казки братів Грімм: - «Гензель і Гретель».                                                                      | пфенігів       | ? 1961 року          |       |        |
| (Mi #?) (Sc #B378)   |                                                                   | Казки братів Грімм: - «Гензель і Гретель».                                                                      | пфенігів       | ? 1961 року          |       |        |
| (Mi #?) (Sc #B379)   |                                                                   | Казки братів Грімм: - «Гензель і Гретель».                                                                      | пфенігів       | ? 1961 року          |       |        |
| (Mi #?) (Sc #B384)   |                                                                   | Казки братів Грімм: - «Білосніжка».                                                                             | пфенігів       | ? 1962 року          |       |        |
| (Mi #?) (Sc #B385)   |                                                                   | Казки братів Грімм: - «Білосніжка».                                                                             | пфенігів       | ? 1962 року          |       |        |
| (Mi #?) (Sc #B386)   |                                                                   | Казки братів Грімм: - «Білосніжка».                                                                             | пфенігів       | ? 1962 року          |       |        |
| (Mi #?) (Sc #B387)   |                                                                   | Казки братів Грімм: - «Білосніжка».                                                                             | пфенігів       | ? 1962 року          |       |        |
| (Mi #?) (Sc #B392)   |                                                                   | Казки братів Грімм: - «Вовк і семеро козенят».                                                                  | пфенігів       | ? 1963 року          |       |        |
| (Mi #?) (Sc #B393)   |                                                                   | Казки братів Грімм: - «Вовк і семеро козенят».                                                                  | пфенігів       | ? 1963 року          |       |        |
| (Mi #?) (Sc #B394)   |                                                                   | Казки братів Грімм: - «Вовк і семеро козенят».                                                                  | пфенігів       | ? 1963 року          |       |        |
| (Mi #?) (Sc #B395)   |                                                                   | Казки братів Грімм: - «Вовк і семеро козенят».                                                                  | пфенігів       | ? 1963 року          |       |        |
| (Mi #447) (Sc #B400) |                                                                   | Казки братів Грімм: - «Спляча красуня».                                                                         | 10+5 пфенігів  | ? 1964 року          |       |        |
| (Mi #448) (Sc #B401) |                                                                   | Казки братів Грімм: - «Спляча красуня».                                                                         | 15+5 пфенігів  | ? 1964 року          |       |        |
| (Mi #449) (Sc #B402) |                                                                   | Казки братів Грімм: - «Спляча красуня».                                                                         | 20+10 пфенігів | ? 1964 року          |       |        |
| (Mi #450) (Sc #B403) |                                                                   | Казки братів Грімм: - «Спляча красуня».                                                                         | 40+20 пфенігів | ? 1964 року          |       |        |
| (Mi #?) (Sc #B408)   |                                                                   | Казки братів Грімм: - «Попелюшка».                                                                              | пфенігів       | ? 1965 року          |       |        |
| (Mi #?) (Sc #B409)   |                                                                   | Казки братів Грімм: - «Попелюшка».                                                                              | пфенігів       | ? 1965 року          |       |        |
| (Mi #?) (Sc #B410)   |                                                                   | Казки братів Грімм: - «Попелюшка».                                                                              | пфенігів       | ? 1965 року          |       |        |
| (Mi #?) (Sc #B411)   |                                                                   | Казки братів Грімм: - «Попелюшка».                                                                              | пфенігів       | ? 1965 року          |       |        |
| (Mi #?) (Sc #B418)   |                                                                   | Казки братів Грімм: - «Король-жабеня, або Залізний Генріх».                                                     | пфенігів       | ? 1966 року          |       |        |
| (Mi #?) (Sc #B419)   |                                                                   | Казки братів Грімм: - «Король-жабеня, або Залізний Генріх».                                                     | пфенігів       | ? 1966 року          |       |        |
| (Mi #?) (Sc #B420)   |                                                                   | Казки братів Грімм: - «Король-жабеня, або Залізний Генріх».                                                     | пфенігів       | ? 1966 року          |       |        |
| (Mi #?) (Sc #B421)   |                                                                   | Казки братів Грімм: - «Король-жабеня, або Залізний Генріх».                                                     | пфенігів       | ? 1966 року          |       |        |
| (Mi #?) (Sc #B426)   |                                                                   | Казки братів Грімм: - «Пані Метелиця».                                                                          | пфенігів       | ? 1967 року          |       |        |
| (Mi #?) (Sc #B427)   |                                                                   | Казки братів Грімм: - «Пані Метелиця».                                                                          | пфенігів       | ? 1967 року          |       |        |
| (Mi #?) (Sc #B428)   |                                                                   | Казки братів Грімм: - «Пані Метелиця».                                                                          | пфенігів       | ? 1967 року          |       |        |
| (Mi #?) (Sc #B429)   |                                                                   | Казки братів Грімм: - «Пані Метелиця».                                                                          | пфенігів       | ? 1967 року          |       |        |
| (Mi #623) (Sc #?)    |                                                                   | Рудольф Еріх Распе: - «Барон Мюнхгаузен».                                                                       | 20 пфенігів    | ? 1970 року          |       |        |
| (Mi #662) (Sc #B470) |                                                                   | Казки Шарля Перро: - «Кіт у чоботях».                                                                           | 30+15 пфенігів | ? 1971 року          |       |        |
| (Mi #?) (Sc #1434)   |                                                                   | «Німецький словник», з портретом братів Грімм.                                                                  | пфенігів       | ? 1985 року          |       |        |
| (Mi #?) (Sc #1689)   |                                                                   | Лужицьки казки: - «Скрипач и Водяной» (нім. «Geiger und Wassermann»).                                           | 60 пфенігів    | ? 1991 року          |       |        |
| (Mi #?) (Sc #1690)   | Файл:Briefmarke Sorbische Sagen - Mittagsfrau und Nochtenerin.jpg | Лужицьки казки: - «Полудниця і жінка із Нохтена» (нім. «Mittagsfrau und Nochtenerin»).                          | 100 пфенігів   | ? 1991 року          |       |        |
| (Mi #?) (Sc #2336)   |                                                                   | «200 років від дня народження Ганса Крістіана Андерсена».                                                       | пфенігів       | ? 2005 року          |       |        |
| (Mi #?) (Sc #?)      |                                                                   | «150 років від дня народження Сельми Лагерлеф»: - казка «Чудесна мандрівка Нільса Гольгерсона з дикими гусьми». | пфенігів       | ? 2008 року          |       |        |

### Швейцарія
Пошта Швейцарії, наслідуючи приклад поштового відомства ФРН, також випускала серії марок з благодійною надбавкою на користь дітей. Так, в 1984 році був видрукуваний набір з чотирьох марок з персонажами дитячих творів, серед яких був казковий Піноккіо (Scott #B510). У 1985 році вийшла серія за мотивами казок братів Грімм: «Попелюшка», «Гензель і Гретель», «Білосніжка» і «Червона Шапочка» (Scott #B518—B521).

### Польща
У 1962 році в Польщі була випущена барвиста серія з шести марок (Scott #1105—1110) і конверт, присвячені казці польської письменниці Марії Конопницької «Про сирітку Марисю та гномів» (1895). Проводилось спеціальне гасіння.
У 1968 році з'явилася велика серія (Scott #1569—1576), присвячена улюбленим в Польщі байкам, легендам і казкам: «Кіт у чоботях», «Ворон і Лис», «Пан Твардовський», «Казка про рибака і рибку», «Червона Шапочка», «Попелюшка», «Дюймовочка» та «Білосніжка».